# Aldo Nannini
Aldo Nannini (Caracas, 13 de marzo de 1951 – Caracas, 4 de noviembre de 1977) fue un piloto de motociclismo venezolano. Nació en Caracas pero creció en Valera, Trujillo. Nannini compitió en el Campeonato del Mundo de Motociclismo en 1977. Su mejor clasificación fue un segundo puesto en Gran Premio de Gran Bretaña de 1977 de 250cc por detrás de Kork Ballington. Nannini murió en un accidente de carretera en Caracas después de acabar la temporada 1977.

## Estadísticas de carrera

### Campeonato del Mundo de Motociclismo

#### Carreras por año
Sistema de puntos desde 1969 a 1987:
| Posición | 1º | 2º | 3º | 4º | 5º | 6º | 7º | 8º | 9º | 10º |
| Puntos   | 15 | 12 | 10 | 8  | 6  | 5  | 4  | 3  | 2  | 1   |

(Carreras en negrita indica Pole position, carreras en cursiva indica Vuelta rápida)
| Año  | Categ. | Equipo           | 1     | 2     | 3       | 4       | 5       | 6     | 7      | 8      | 9      | 10     | 11     | 12    | Ptos. | Pos. |
| ---- | ------ | ---------------- | ----- | ----- | ------- | ------- | ------- | ----- | ------ | ------ | ------ | ------ | ------ | ----- | ----- | ---- |
| 1977 | 250cc  | Venemotos-Yamaha | VEN 7 | GER 8 | NAT Ret | ESP Ret | FRA Ret | YUG - | NED 14 | BEL 24 | SWE 17 | FIN 13 | CZE 12 | GBR 2 | 19    | 15º  |